# Johannes Willem van Hasselt
Johannes Willem van Hasselt (Hillegom, 1 mei 1752 - 3 mei 1834) was een Nederlands koopman en politicus.
Hij werd geboren te Hillegom, waar zijn vader predikant was, werd tabakshandelaar te Amsterdam, bekleedde in de Bataafse Republiek verschillende staatsbetrekkingen en werd door Napoleon benoemd tot regisseur van de tabak. Van 1814 tot 1820 was hij ontvanger der belastingen. Hij beoefende de dichtkunst en gaf uit:
- Abraham en Isaäk, godsdienstig schouwspel (Amsterdam 1788)
- De Lof der Vaderl. Zeevaart
- Aan mijne voelgeliefde Landgenooten en waarde Medeburgers, de in- en opgezetenen van het dorp Hillegom, voorstanders en beoeffenaars van den wapenhandel toegezongen (Amsterdam 1785)